# Mason Adams
Mason Adams (Brooklyn, 26 febbraio 1919 – Manhattan, 26 aprile 2005) è stato un attore statunitense.

## Filmografia parziale

### Cinema
- God Told Me To, regia di Larry Cohen (1976)
- Conflitto finale (The Final Conflict), regia di Graham Baker (1981)
- L'affare del secolo (Deal of the Century), regia di William Friedkin (1983)
- F/X - Effetto mortale (F/X), regia di Robert Mandel (1986)
- Scuola di eroi (Toy Soldiers), regia di Daniel Petrie Jr. (1991)
- Mamma, ho trovato un fidanzato (Son in Law), regia di Steve Rash (1993)
- Scappa e vinci (Houseguest), regia di Randall Miller (1995)
- Touch, regia di Paul Schrader (1997)
- Scegli il male minore (The Lesser Evil), regia di David Mackay (1998)

### Televisione
- Love of Life (1951)
- Destini (Another World) (1964)
- Where the Heart Is (1969)
- Hockey violento (The Deadliest Season) (1977)
- Lou Grant (1977-1982)
- La rivolta delle donne di Stepford (Revenge of the Stepford Wives) (1980)
- Angioletto senza ali (The Kid with the Broken Halo) (1982)
- Jonathan - Il bambino che nessuno voleva (Jonathan: The Boy Nobody Wanted) (1992)
- Dalla Terra alla Luna (From the Earth to the Moon) (1998)

## Doppiatori italiani
Nelle versioni in italiano delle opere in cui ha recitato, Mason Adams è stato doppiato da:
- Dante Biagioni in La rabbia degli angeli - La storia continua, West Wing - Tutti gli uomini del Presidente
- Luciano Melani in Lou Grant
- Diego Michelotti in Conflitto finale
- Giulio Platone in L'angioletto senza ali
- Carlo Alighiero in F/X - Effetto mortale
- Alvise Battain in La signora in giallo
- Pino Locchi in Scuola di eroi
- Sergio Tedesco in Perry Mason: Omicidio sull'asfalto
- Sergio Graziani in Dalla Terra alla Luna